# Anniken Ramberg Krutnes

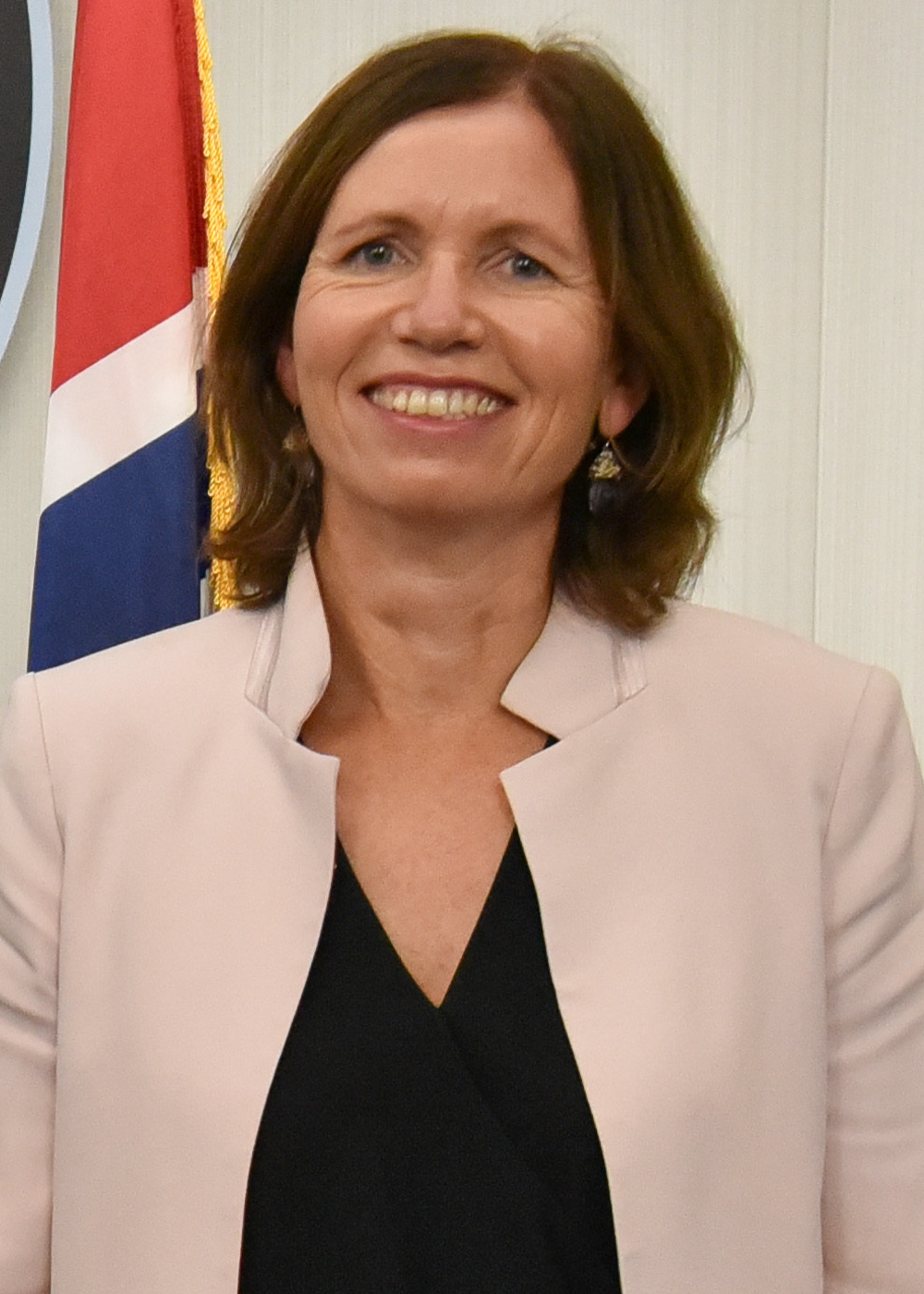
Anniken Ramberg Krutnes in Arlington, Virginia, 2020

Anniken Ramberg Krutnes (* 15. September 1968 in Asker) ist eine norwegische Diplomatin. Sie war von 2011 bis 2016 die norwegische Botschafterin in den Niederlanden und ist von 2020 bis 2024 Botschafterin in den Vereinigten Staaten.

## Leben
Anniken Ramberg Krutnes studierte Wirtschaftswissenschaft und Rechtswissenschaft. Sie ist verheiratet und hat drei Kinder.

## Diplomatischer Werdegang
1994 trat sie in den Auswärtigen Dienst ein. Von 2004 bis 2008 war sie stellvertretende Direktorin und 2008 bis 2011 Generaldirektorin der Serviceabteilung im norwegischen Außenministerium.
Vom 28. September 2011 bis 2016 war sie die norwegische Botschafterin in Den Haag. Als norwegische Botschafterin in den Niederlanden war sie mitakkreditiert für Luxemburg. Danach wurde sie von 2016 bis 2018 Sonderbeauftragte und Botschafterin für Arktis und Antarktis und damit auch norwegische Repräsentantin beim Arktischen Rat sowie Beauftragte für die Antarktisvertrag-Konsultativtagungen (ACTM) des Sekretariats für den Antarktisvertrag und der Kommission zur Erhaltung der lebenden Meeresschätze der Antarktis (CCAMLR). Von März 2020 bis August 2024 war sie als Nachfolgerin von Kåre R. Aas die norwegische Botschafter in Washington, D.C.

## Auszeichnungen
- 2012: Kommandeur des Königlich Norwegischen Verdienstordens, verliehen von König Harald V.